# Lista das cantatas de Johann Sebastian Bach
Esta é a lista das cantatas de Johann Sebastian Bach por ordem do catálogo BWV (de acordo com a compilação feita por Wolfgang Schmieder das obras do compositor). O catálogo não está em ordem cronológica. A cantata mais antiga existente de Bach, por exemplo, não é nem a BWV 150 (Nach dir, Herr, verlanget mich), ou a BWV 131 (Aus der Tiefe rufe ich, Herr, zu dir). Além disso, visto que Schmieder fez a sua lista antes de qualquer outra, muitas composições que haviam sido acreditadas a Bach por ele foram descobertas posteriormente como de autoria de outros compositores e não de J. S. Bach.

## Numeração alternativa das cantatas de Bach
- Philippe e Gérard Zwang fizeram uma lista cronológica de ambas as cantatas litúrgicas (i. e. sacras) e das seculares (a lista inclui somente de BWV 1 à 215 e mais 248 à 249). A numeração deles precede com a letra "Z", como referência ao sobrenome deles, Zwang. Veja a lista em: https://web.archive.org/web/20070309023522/http://infopuq.uquebec.ca/~uss1010/catal/bacjs/corrbwvz.html

Esta lista foi publicada em 1982, em Paris, como Guide pratique des cantates de Bach (Guia prático das cantatas de Bach) ISBN 2-221-00749-2.

## Cantatas de Bach, por numeração BWV
Títulos em Língua alemã

- BWV 1 — Wie schön leuchtet der Morgenstern ("Enquanto a Estrela da Manhã Brilha Lindamente")
- BWV 2 — Ach Gott, vom Himmel sieh darein ("Oh, Deus do Céu! Veja-o")
- BWV 3 — Ach Gott, wie manches Herzeleid ("Oh Deus, como alguns Corações Sofrem")
- BWV 4 — Christ lag in Todesbanden ("Cristo Deita à Morte")
- BWV 5 — Wo soll ich fliehen hin ("Aonde eu Poderei Fugir")
- BWV 6 — Bleib bei uns, denn es will Abend werden ("Permaneça conosco, porque o Anoitecer quer Chegar")
- BWV 7 — Christ unser Herr zum Jordan kam ("Cristo, nosso Senhor, à Jordânia Veio")
- BWV 8 — Liebster Gott, wenn werd ich sterben? ("Amado Deus, Se Eu Morrer?")
- BWV 9 — Es ist das Heil uns kommen her ("É a Graça que a Nós Veio")
- BWV 10 — Meine Seel erhebt den Herren ("Meus Olhos Elevam ao Senhor")
- BWV 11 — Lobet Gott in seinen Reichen (Himmelfahrts-Oratorium)  ("Deus Adorado, no Seu Reino"---Oratório da ascensão)
- BWV 12 — Weinen, Klagen, Sorgen, Zagen ("Choro, Lamentações, Preocupações, Seja Apreensivo")
- BWV 13 — Meine Seufzer, meine Tränen ("Meus Suspiros, minhas Lágrimas")
- BWV 14 — Wär Gott nicht mit uns diese Zeit ("Não Estaria Deus conosco nesta Hora")
- BWV 15 — Denn du wirst meine Seele nicht in der Hölle lassen ("Desde que Tu não Deixes minha Alma no Inferno") (falso: possivelmente de Johann Ludwig Bach)
- BWV 16 — Herr Gott, dich loben wir ("Senhor meu Deus, a Ti Louvamos")
- BWV 17 — Wer Dank opfert, der preiset mich ("Quem sacrifica em gratidão, aquele me Louva")
- BWV 18 — Gleichwie der Regen und Schnee vom Himmel fällt ("Assim como a Chuva e a Neve que Cai do Céu")
- BWV 19 — Es erhub sich ein Streit ("Uma Discussão Surgiu")
- BWV 20 — O Ewigkeit, du Donnerwort ("Oh, Eternidade! Palavra Poderosa")
- BWV 21 — Ich hatte viel Bekümmernis  ("Eu Estava muito Aflito")
- BWV 22 — Jesus nahm zu sich die Zwölfe  ("Jesus levou a si os Doze")
- BWV 23 — Du wahrer Gott und Davids Sohn  ("O meu Deus Verdadeiro, Filho de David")
- BWV 24 — Ein ungefärbt Gemüte  ("Uma Mente sem Cor")
- BWV 25 — Es ist nichts Gesundes an meinem Leibe  ("Não Há nada Saudável no meu Corpo")
- BWV 26 — Ach wie flüchtig, ach wie nichtig  (Oh, quão Breve, oh como sem Importância")
- BWV 27 — Wer weiß, wie nahe mir mein Ende
- BWV 28 — Gottlob! nun geht das Jahr zu Ende
- BWV 29 — Wir danken dir, Gott, wir danken dir ("Nós Te Agradecemos, Pai, nós Te Agradecemos")
- BWV 30 — Freue dich, erlöste Schar
- BWV 30a — Angenehmes Wiederau secular
- BWV 31 — Der Himmel lacht! Die Erde jubilieret
- BWV 32 — Liebster Jesu, mein Verlangen ("Adorado Jesus, meu Desejo")
- BWV 33 — Allein zu dir, Herr Jesu Christ ("Só para Ti, meu Senhor, Jesus Cristo")
- BWV 34 — O ewiges Feuer, o Ursprung der Liebe
- BWV 34a — O ewiges Feuer, o Ursprung der Liebe
- BWV 35 — Geist und Seele wird verwirret
- BWV 36 — Schwingt freudig euch empor
- BWV 36a — Steigt freudig in die Luft (perdida)
- BWV 36b — Die Freude reget sich secular
- BWV 36c — Schwingt freudig euch empor secular
- BWV 37 — Wer da gläubet und getauft wird
- BWV 38 — Aus tiefer Not schrei ich zu dir
- BWV 39 — Brich dem Hungrigen dein Brot
- BWV 40 — Darzu ist erschienen der Sohn Gottes
- BWV 41 — Jesu, nun sei gepreiset
- BWV 42 — Am Abend aber desselbigen Sabbats
- BWV 43 — Gott fähret auf mit Jauchzen
- BWV 44 — Sie werden euch in den Bann tun
- BWV 45 — Es ist dir gesagt, Mensch, was gut ist
- BWV 46 — Schauet doch und sehet, ob irgend ein Schmerz sei
- BWV 47 — Wer sich selbst erhöhet, der soll erniedriget werden
- BWV 48 — Ich elender Mensch, wer wird mich erlösen
- BWV 49 — Ich geh und suche mit Verlangen
- BWV 50 — Nun ist das Heil und die Kraft
- BWV 51 — Jauchzet Gott in allen Landen
- BWV 52 — Falsche Welt, dir trau ich nicht
- BWV 53 — Schlage doch, gewünschte Stunde (falso: possivelmente de Georg Melchior Hoffmann)
- BWV 54 — Widerstehe doch der Sünde
- BWV 55 — Ich armer Mensch, ich Sündenknecht
- BWV 56 — Ich will den Kreuzstab gerne tragen
- BWV 57 — Selig ist der Mann (Lehms)
- BWV 58 — Ach Gott, wie manches Herzeleid
- BWV 59 — Wer mich liebet, der wird mein Wort halten
- BWV 60 — O Ewigkeit, du Donnerwort
- BWV 61 — Nun komm, der Heiden Heiland
- BWV 62 — Nun komm, der Heiden Heiland
- BWV 63 — Christen, ätzet diesen Tag
- BWV 64 — Sehet, welch eine Liebe hat uns der Vater erzeiget
- BWV 65 — Sie werden aus Saba alle kommen
- BWV 66 — Erfreut euch, ihr Herzen
- BWV 66a — Der Himmel dacht auf Anhalts Ruhm und Glück (perdida)
- BWV 67 — Halt im Gedächtnis Jesum Christ
- BWV 68 — Also hat Gott die Welt geliebt
- BWV 69 — Lobe den Herrn, meine Seele
- BWV 69a — Lobe den Herrn, meine Seele
- BWV 70 — Wachet! betet! betet! wachet!
- BWV 70a — Wachet! betet! betet! wachet!
- BWV 71 — Gott ist mein König
- BWV 72 — Alles nur nach Gottes Willen
- BWV 73 — Herr, wie du willt, so schicks mit mir
- BWV 74 — Wer mich liebet, der wird mein Wort halten
- BWV 75 — Die Elenden sollen essen
- BWV 76 — Die Himmel erzählen die Ehre Gottes
- BWV 77 — Du sollt Gott, deinen Herren, lieben
- BWV 78 — Jesu, der du meine Seele
- BWV 79 — Gott der Herr ist Sonn und Schild
- BWV 80 — Ein feste Burg ist unser Gott (Bach)
- BWV 80a — Alles, was von Gott geboren
- BWV 80b — Ein feste Burg ist unser Gott
- BWV 81 — Jesus schläft, was soll ich hoffen
- BWV 82 — Ich habe genug
- BWV 83 — Erfreute Zeit im neuen Bunde
- BWV 84 — Ich bin vergnügt mit meinem Glücke
- BWV 85 — Ich bin ein guter Hirt
- BWV 86 — Wahrlich, wahrlich, ich sage euch
- BWV 87 — Bisher habt ihr nichts gebeten in meinem Namen
- BWV 88 — Siehe, ich will viel Fischer aussenden
- BWV 89 — Was soll ich aus dir machen, Ephraim
- BWV 90 — Es reißet euch ein schrecklich Ende
- BWV 91 — Gelobet seist du, Jesu Christ
- BWV 92 — Ich hab in Gottes Herz und Sinn
- BWV 93 — Wer nur den lieben Gott läßt walten
- BWV 94 — Was frag ich nach der Welt
- BWV 95 — Christus, der ist mein Leben
- BWV 96 — Herr Christ, der einge Gottessohn
- BWV 97 — In allen meinen Taten
- BWV 98 — Was Gott tut, das ist wohlgetan
- BWV 99 — Was Gott tut, das ist wohlgetan
- BWV 100 — Was Gott tut, das ist wohlgetan
- BWV 101 — Nimm von uns, Herr, du treuer Gott
- BWV 102 — Herr, deine Augen sehen nach dem Glauben
- BWV 103 — Ihr werdet weinen und heulen
- BWV 104 — Du Hirte Israel, höre
- BWV 105 — Herr, gehe nicht ins Gericht mit deinem Knecht
- BWV 106 — "Gottes Zeit ist die allerbeste Zeit" (também conhecida como "Actus Tragicus")[1]
- BWV 107 — Was willst du dich betrüben
- BWV 108 — Es ist euch gut, daß ich hingehe
- BWV 109 — Ich glaube, lieber Herr, hilf meinem Unglauben
- BWV 110 — Unser Mund sei voll Lachens
- BWV 111 — Was mein Gott will, das g'scheh allzeit
- BWV 112 — Der Herr ist mein getreuer Hirt
- BWV 113 — Herr Jesu Christ, du höchstes Gut
- BWV 114 — Ach, lieben Christen, seid getrost
- BWV 115 — Mache dich, mein Geist, bereit
- BWV 116 — Du Friedenfürst, Herr Jesu Christ
- BWV 117 — Sei Lob und Ehr dem höchsten Gut
- BWV 118 — O Jesu Christ, meins Lebens Licht
- BWV 118b — O Jesu Christ, meins Lebens Licht (2º versão)
- BWV 119 — Preise, Jerusalem, den Herrn
- BWV 120 — Gott, man lobet dich in der Stille
- BWV 120a — Herr Gott, Beherrscher aller Dinge
- BWV 120b — Gott, man lobet dich in der Stille
- BWV 121 — Christum wir sollen loben schon
- BWV 122 — Das neugeborne Kindelein
- BWV 123 — Liebster Immanuel, Herzog der Frommen
- BWV 124 — Meinen Jesum laß ich nicht
- BWV 125 — Mit Fried und Freud ich fahr dahin
- BWV 126 — Erhalt uns, Herr, bei deinem Wort
- BWV 127 — Herr Jesu Christ, wahr' Mensch und Gott
- BWV 128 — Auf Christi Himmelfahrt allein
- BWV 129 — Gelobet sei der Herr, mein Gott
- BWV 130 — Herr Gott, dich loben alle wir
- BWV 131 — Aus der Tiefen rufe ich, Herr, zu dir
- BWV 131a — Aus der Tiefen rufe ich, Herr, zu dir
- BWV 132 — Bereitet die Wege, bereitet die Bahn
- BWV 133 — Ich freue mich in dir
- BWV 134 — Ein Herz, das seinen Jesum lebend weiß
- BWV 134a — Die Zeit, die Tag und Jahre macht secular
- BWV 135 — Ach Herr, mich armen Sünder
- BWV 136 — Erforsche mich, Gott, und erfahre mein Herz
- BWV 137 — Lobe den Herren, den mächtigen König der Ehren
- BWV 138 — Warum betrübst du dich, mein Herz
- BWV 139 — Wohl dem, der sich auf seinen Gott
- BWV 140 — Wachet auf, ruft uns die Stimme
- BWV 141 — Das ist je gewißlich wahr (falso: na verdade de Georg Philipp Telemann)
- BWV 142 — Uns ist ein Kind geboren (falso: possivelmente de Johann Kuhnau)
- BWV 143 — Lobe den Herrn, meine Seele (duvidoso: possivelmente não de J. S. Bach)
- BWV 144 — Nimm, was dein ist, und gehe hin
- BWV 145 — Ich lebe, mein Herze, zu deinem Ergötzen
- BWV 146 — Wir müssen durch viel Trübsal
- BWV 147a — Herz und Mund und Tat und Leben (parte do original perdido)
- BWV 147 — Herz und Mund und Tat und Leben ("Coração, Boca, Ato e Vida")
- BWV 148 — Bringet dem Herrn Ehre seines Namens
- BWV 149 — Man singet mit Freuden vom Sieg
- BWV 150 — Nach dir, Herr, verlanget mich
- BWV 151 — Süßer Trost, mein Jesus kömmt
- BWV 152 — Tritt auf die Glaubensbahn
- BWV 153 — Schau, lieber Gott, wie meine Feind
- BWV 154 — Mein liebster Jesus ist verloren
- BWV 155 — Mein Gott, wie lang, ach lange
- BWV 156 — Ich steh mit einem Fuß im Grabe
- BWV 157 — Ich lasse dich nicht, du segnest mich denn
- BWV 158 — Der Friede sei mit dir
- BWV 159 — Sehet, wir gehn hinauf gen Jerusalem
- BWV 160 — Ich weiß, daß mein Erlöser lebt (falso: na verdade é de Georg Philipp Telemann)
- BWV 161 — Komm, du süße Todesstunde
- BWV 162 — Ach! ich sehe, itzt, da ich zur Hochzeit gehe
- BWV 163 — Nur jedem das Seine
- BWV 164 — Ihr, die ihr euch von Christo nennet
- BWV 165 — O heilges Geist- und Wasserbad
- BWV 166 — Wo gehest du hin?
- BWV 167 — Ihr Menschen, rühmet Gottes Liebe
- BWV 168 — Tue Rechnung! Donnerwort
- BWV 169 — Gott soll allein mein Herze haben
- BWV 170 — Vergnügte Ruh, beliebte Seelenlust
- BWV 171 — Gott, wie dein Name, so ist auch dein Ruhm
- BWV 172 — Erschallet, ihr Lieder, erklinget, ihr Saiten
- BWV 173 — Erhöhtes Fleisch und Blut
- BWV 173a — Durchlauchtster Leopold secular
- BWV 174 — Ich liebe den Höchsten von ganzem Gemüte
- BWV 175 — Er rufet seinen Schafen mit Namen
- BWV 176 — Es ist ein trotzig und verzagt Ding
- BWV 177 — Ich ruf zu dir, Herr Jesu Christ
- BWV 178 — Wo Gott der Herr nicht bei uns hält
- BWV 179 — Siehe zu, daß deine Gottesfurcht nicht Heuchelei sei
- BWV 180 — Schmücke dich, o liebe Seele
- BWV 181 — Leichtgesinnte Flattergeister
- BWV 182 — Himmelskönig, sei willkommen
- BWV 183 — Sie werden euch in den Bann tun
- BWV 184 — Erwünschtes Freudenlicht
- BWV 185 — Barmherziges Herze der ewigen Liebe
- BWV 186 — Ärgre dich, o Seele, nicht
- BWV 187 — Es wartet alles auf dich
- BWV 188 — Ich habe meine Zuversicht
- BWV 189 — Meine Seele rühmt und preist (falso: provavelmente de Georg Melchior Hoffmann)
- BWV 190 — Singet dem Herrn ein neues Lied
- BWV 190a — Singet dem Herrn ein neues Lied (perdida)
- BWV 191 — Gloria in excelsis Deo (Bach)
- BWV 192 — Nun danket alle Gott
- BWV 193 — Ihr Tore zu Zion
- BWV 193a — Ihr Häuser des Himmels (perdida)
- BWV 194 — Höchsterwünschtes Freudenfest
- BWV 195 — Dem Gerechten muß das Licht
- BWV 196 — Der Herr denket an uns
- BWV 197 — Gott ist unsre Zuversicht
- BWV 197a — Ehre sei Gott in der Höhe
- BWV 198 — Laß, Fürstin, laß noch einen Strahl (Trauerode) secular
- BWV 199 — Mein Herze schwimmt im Blut
- BWV 200 — Bekennen will ich seinen Namen
- BWV 201 — Geschwinde, ihr wirbelnden Winde (A Competição entre Phoebus e Pan) secular
- BWV 202 — Weichet nur, betrübte Schatten secular
- BWV 203 — Amore traditore secular
- BWV 204 — Ich bin in mir vergnügt secular
- BWV 205 — Zerreißet, zersprenget, zertrümmert die Gruft secular
- BWV 205a — Blast Lärmen, ihr Feinde secular
- BWV 206 — Schleicht, spielende Wellen secular
- BWV 207 — Vereinigte Zwietracht der wechselnden Saiten secular
- BWV 207a — Auf, schmetternde Töne secular
- BWV 208 — Was mir behagt, ist nur die muntre Jagd (Cantata da Caçada) secular
- BWV 208a — Was mir behagt, ist nur die muntre Jagd secular
- BWV 209 — Non sa che sia dolore secular
- BWV 210 — O holder Tag, erwünschte Zeit secular
- BWV 210a — O angenehme Melodei secular
- BWV 211 — Schweigt stille, plaudert nicht (Cantata do Café) secular
- BWV 212 — Mer hahn en neue Oberkeet (Cantata do Camponês) secular
- BWV 213 — Laßt uns sorgen, laßt uns wachen (Hercules auf dem Scheidewege) secular
- BWV 214 — Tönet, ihr Pauken! Erschallet, Trompeten! secular
- BWV 215 — Preise dein Glücke, gesegnetes Sachsen secular
- BWV 216 — Vergnügte Pleißenstadt (incompleta) secular
- BWV 216a — Erwählte Pleißenstadt (perdida) secular
- BWV 217 — Gedenke, Herr, wie es uns gehet (falsa)
- BWV 218 — Gott der Hoffnung erfülle euch (falsa: de Georg Philipp Telemann)
- BWV 219 — Siehe, es hat überwunden der Löwe (falsa: de Georg Philipp Telemann)
- BWV 220 — Lobt ihn mit Herz und Munde (falsa)
- BWV 221 — Wer sucht die Pracht, wer wünscht den Glanz (falsa)
- BWV 222 — Mein Odem ist schwach (falsa: na verdade é de Johann Ernst Bach)
- BWV 223 — Meine Seele soll Gott loben (falsa)
- BWV 224 — Reißt euch los, bedrängte Sinnen (pequeno fragmento) (falsa)
- BWV 244a — Klagt, Kinder, klagt es aller Welt
- BWV 248a — (texto desconhecido)
- BWV 1083 — "Tilge, Höchster, meine Sünden" (arranjo do Stabat mater) de Giovanni Battista Pergolesi[2]
- BWV Anh. 3 — Gott, gib dein Gerichte dem Könige
- BWV Anh. 5 — Lobet den Herrn, alle seine Heerscharen